# Auferstehungskirche (Schweinfurt)
Koordinaten: 50° 2′ 21,1″ N, 10° 12′ 13″ O
Die Auferstehungskirche ist die Pfarrkirche der evangelisch-lutherischen Kirchengemeinde im Stadtteil Bergl der Stadt Schweinfurt. Die Kirchengemeinde ist Teil des Dekanats Schweinfurt. 
Der Kirchenbau verbindet Moderne mit Ornamentik und bauhandwerklicher Qualität und nimmt die Postmoderne Architektur vorweg, ohne jedoch auf historische Stile zurückzugreifen. Die Bedeutung des Bauwerks, mit ihrem eigenen Stil, ist überregional wenig bekannt. Die Kirche wurde unter Denkmalschutz gestellt.

## Geschichte
Die Kirchengemeinde entstand im Zuge der Besiedelung des Bergls durch zahlreiche Zuzüge nach Schweinfurt in den 1950er Jahren. Der neue Stadtteil wurde zunächst durch die Kreuzkirche in Oberndorf versorgt. In den Jahren 1958 bis 1959 erbaute der bekannte Kirchenarchitekt Olaf Andreas Gulbransson aus München, Sohn des aus Norwegen stammenden Zeichners und Malers Olaf Gulbransson, die Auferstehungskirche. Die Bauleitung hatte der Schweinfurter Architekt Wilhelm Wirth.  Mit ihrer Fertigstellung wurde auch unter Loslösung von Oberndorf eine eigene Pfarrei gegründet. 
Der Kirchenbau wurde mit integriertem Gemeindezentrum auf einer leichten Erhebung des neuen Stadtteils erbaut. Der erste Gottesdienst mit Einweihung fand am Ewigkeitssonntag 1959 statt. Der Kindergarten mit Mesnerhaus wurde 1960, Pfarrhaus und Campanile 1962 fertiggestellt.
In den Jahren 2012 bis 2013 erfuhr die Kirche eine umfassende Renovierung.

## Beschreibung

### Gebäude

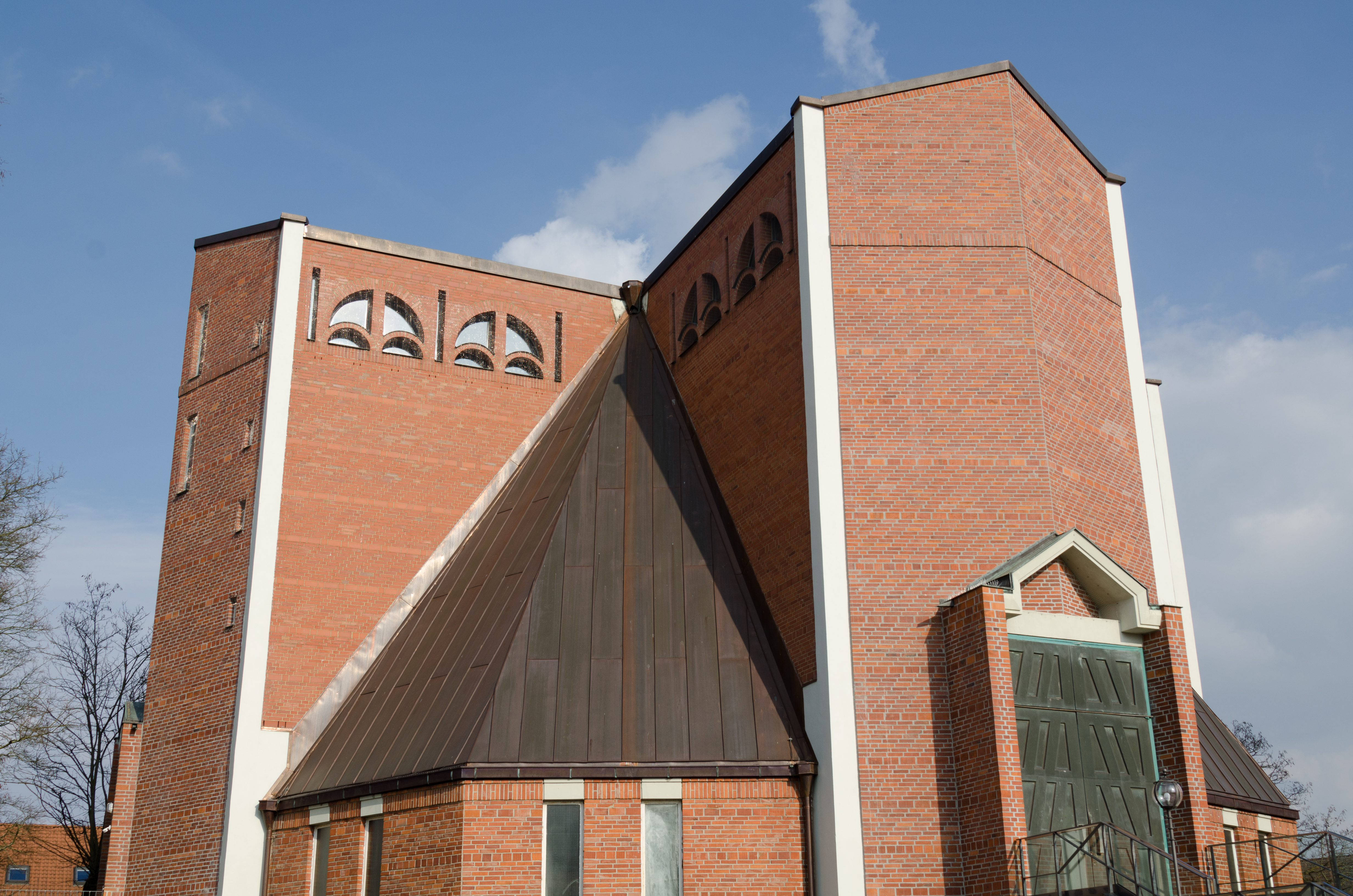
Südwestecke mit Haupteingang

Gulbransson schuf mit der Auferstehungskirche eines seiner größten und bedeutendsten Werke. Der Baustil vereint Sichtmauerwerk, Ornamentik, Bauhandwerk und Moderne.
Im Sockelgeschoss befindet sich das Gemeindezentrum und im Hauptgeschoss die Kirche. Sie stellt einen Zentralbau in Form eines griechischen Kreuzes dar, gebildet durch zwei sich kreuzende Kirchenschiffe, in Kombination mit einer achteckigen Pyramide infolge tiefgezogener Dachflächen, wodurch vier Viertelpyramiden entstanden.
Der rote Sichtziegelbau mit Betonfachwerk besitzt auf drei Seiten Freitreppen.
Am 34,5 Meter hohen Campanile mit quadratischem Grundriss erinnern zwei Bronzetafeln der Schweinfurter Bildhauerin Martha Raithel an die Glockenweihe.
Das gesamte Gemeindezentrum, bei der Kirche einschließlich Ausstattung, ist unter der Aktennummer D-6-62-000-2 als Baudenkmal in die Bayerische Denkmalliste eingetragen.

### Innenausstattung
Die achteckige Pyramide des Kirchenbaus erscheint im Innenraum als Zelt.

„Das Zelt, in dem die Menschen Schutz suchen und sich versammeln, erscheint unter dem Kreuz. Der [...] Kreuzbau erscheint als die feste Burg, unter der [...] die Gemeinde Schutz findet.“

Die warmen, roten Backsteinziegel sollen ebenfalls Geborgenheit vermitteln.
Im Kreuzungspunkt der Schiffe befinden sich der Taufstein und der auf einer Altarinsel erhöht stehende Altar. Hinter ihm steht ein Kreuz, ebenfalls von Rickert, mit dem eingravierten, auferstandenen Christus mit nach oben gerichteten Armen.

### Der Leuchter
Gulbransson entwarf auch große Teile der Innenausstattung. Allerdings wurde das Konzept Gulbranssons abgewandelt. Den Mittelpunkt der kirchlichen Ausstattung bildet heute der große Radleuchter: der 1962, ein Jahr nach Gulbranssons Tod, erworbene Jerusalemleuchter wurde von Professor Franz Rickert aus München entworfen und von Professor Erwin Sattler, seinem Schüler, ausgeführt. 
Der Jerusalemleuchter bezieht sich auf die Vision aus Kapitel 21 der Offenbarung des Johannes und stellt die zwölf offenen Tore des von gleißendem Licht strahlen Himmlischen Jerusalem dar, in der das Lamm die Leuchte der Stadt ist. Die Schönheit des Leuchters soll auf die gottgeschaffene Schönheit des neuen Jerusalems hinweisen. Die zwölf Engel auf den zwölf Toren des Leuchters beziehen sich auf die Vision, mit zwölf Engeln und zwölf Grundsteinen der Stadtmauer aus zwölf verschiedenen Edelsteinen. Die feine Emaillierung der Flügel jedes Engels trägt eine andere Edelsteinfarbe. Im Zentrum des Leuchters, stark erhöht trägt das Lamm die Siegensfahne – ein österliches Motiv.
Im Rahmen des 18. Deutschen Evangelischen Kirchentages im Jahre 1979 wurde der Leuchter nach St. Sebald in Nürnberg, zur Ausstellung Kunst aus evangelischen Kirchen in Bayern ausgeliehen.

### Die Orgel

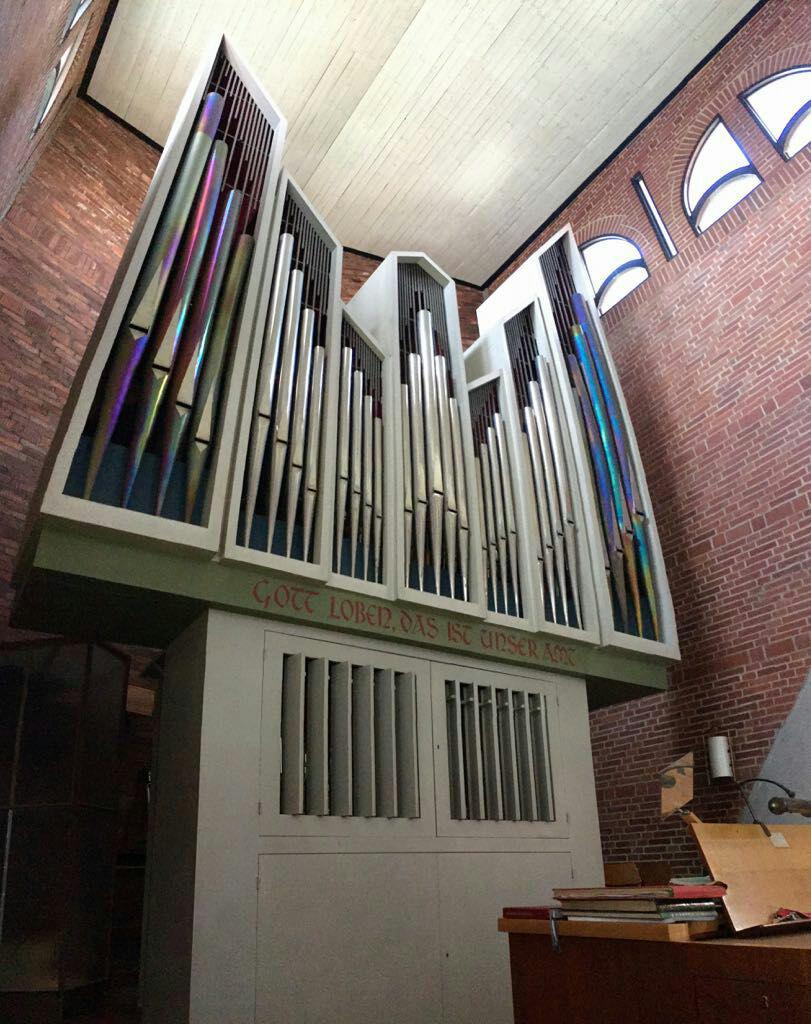
Innenansicht mit Orgel

Die Orgel baute Gerhard Schmid aus Kaufbeuren im Jahr 1967 ein. Der Umriss der Orgel erinnert an die Engel auf dem Leuchter. Die zum Lob Gottes erhobenen Arme finden sich auch in der Gestaltung der Orgel wieder.

### Leuchtersturz am Jahrestag Israels
Am 15. Mai 1993, dem 45. Jahrestag der Staatengründung Israels, stürzte der Leuchter nach der Wochenschlussandacht ab. Nachdem er von einem Goldschmied repariert wurde, konnte er am 11. Dezember 1994, dem 3. Advent, wieder in Dienst genommen werden.